# Reserva natural de Pi - Mentet
La Reserva Natural de Pi - Mentet està situada a cavall dels termes comunals de Mentet i Pi de Conflent, a la comarca del Conflent, i de Prats de Molló i la Presta, a la del Vallespir, totes de la Catalunya del Nord.
És reserva natural des del 17 de setembre del 1984. Ocupa una superfície de 3.929,95 hectàrees, i està compresa entre 950 i 2.465 metres sobre el nivell del mar.
És a la carena axial pirinenca, i fa de frontissa entre el Massís del Canigó i el Massís del Costabona. Correspon la major part a la conca on es forma la Rotjà.
Està formada per tres reserves naturals més petites, cadascuna corresponent al territori de les tres comunes que abraça: Mentet, Pi de Conflent i Prats de Molló i la Presta, les dues primeres pertanyents a la comarca del Conflent i la tercera a la del Vallespir.

## Climatologia
El clima és de tipus mediterrani subhumit. En resulta una gran diversitat de vegetació, que cobreix quatre graons successius: de muntanya baixa, muntanyenc, subalpí i alpí. Es tracta, doncs, d'un medi natural original i diversificat, malauradament abandonat a causa de l'èxode rural massiu qua ha despoblat les comunes de Pi de Conflent i de Mentet, així com el conjunt dels Pirineus.

## Geologia
S'hi troba tota la sèrie de composicions de les roques metamòrfiques, amb granits purs, granits calcoalcins amb biotites i muscovites, gneiss no pelítics, micaesquists i gneiss pelítics amb silimanita.

## Flora
L'estadi de muntanya baixa, a la part més baixa, és compost d'agrupaments llenyosos mesòfils, d'arbres amb fulles caduques: roure sèssil, verns a la vora dels cursos d'aigua, barrejats amb salzes i freixes. L'estrat arbustiu, més uniforme està format majoritàriament d'avellaners. L'estadi muntanyenc és constituït a la part baixa per l'aliança del fajons que fan de transició amb l'estadi de muntanya baixa. Està sobretot poblat per agrupacions de iigs i de pins, veïns dels bedolls. L'estadi subalpí està format per pins negres amb un sotabosc de rododendres i de mirtils. En els flancs exposats al sud dominen les landes amb ginesta purgativa. L'estadi alpí, finalment, és el de camps de gramínies i ciperàcies complexes, i també de bruguerars amb grèvols, nabius i brucs.

## Fauna
La gran fauna està representada pel que fa als mamífers per l'isard, el senglar i el gat mesquer. Quant als ocells, per la presència de l'àliga reial, del gall fer i de la perdiu blanca. Els petits mamífers i mustèlids són nombrosos a les gespes i prats i al llarg dels cursos d'aigua amb la presència de llúdrigues. La riquesa del territori es troba igualment en la multitud d'espècies invertebrades, com el gran apol·ló, papallona protegida a nivell estatal.